# Chiesa dei Santi Sergio e Bacco (Abu Serghis)
La Chiesa dei Santi Sergio e Bacco (in copto ϯⲉⲕⲕⲗⲏⲥⲓⲁ ⲛ̀ⲧⲉ ⲛⲓ⳥ ⲥⲉⲣⲅⲓⲟⲥ ⲛⲉⲙ ⲃⲁⲭⲟⲥ Ϧⲉⲛ ⲡⲓⲥⲡⲉⲗⲉⲱⲛ, la Chiesa dei martiri Sergio e Bacco nella grotta), conosciuta anche come Abu Serghis, nel Cairo copto è una delle più antiche chiese copte in Egitto, risalente al IV secolo.

## Rilevanza storica
Si tramanda che la chiesa dei santi Sergio e Bacco sia stata costruita nel luogo in cui la Sacra Famiglia, Giuseppe, Maria e il bambino Gesù Cristo, riposarono alla fine del loro viaggio in Egitto. Avrebbero vissuto qui mentre Giuseppe lavorava alla fortezza.
La chiesa è di notevole importanza storica, e infatti è il luogo di elezione di molti patriarchi della Chiesa copta. Il primo ad essere eletto qui fu il patriarca Isacco (681-692). È la chiesa episcopale del Cairo, ed è stata la sede episcopale del Masr (il distretto del vecchio Cairo) che ha sostituito l'ex sede di Babilonia. Molti vescovi della Sede furono consacrati nella Chiesa fino al regno del patriarca Cristodulo (1047-1077).
Nell'XI secolo d.C. la sede del papa copto ortodosso di Alessandria, che ha la sua base storica ad Alessandria, fu trasferita al Cairo allorché i poteri dominanti si trasferirono da Alessandria al Cairo dopo l'invasione araba dell'Egitto. Durante il mandato di Papa Cristodulo, il Cairo divenne la residenza fissa e ufficiale del papa copto nella Chiesa Sospesa, nel 1047.
Nacquero lotte intestine tra la Chiesa dei Santi Sergio e Bacco e la Chiesa di El Muallaqa a causa del desiderio del patriarca di essere consacrato nella Chiesa sospesa, una cerimonia che tradizionalmente aveva luogo presso la Chiesa dei Santi Sergio e Bacco.

## La chiesa
La chiesa è dedicata a Sergio e Bacco, che furono santi soldati martirizzati durante il IV secolo in Siria dall'imperatore romano Massimiano. La caratteristica più interessante è la cripta in cui si dice che Maria, Giuseppe e Gesù bambino si siano riposati. La cripta è profonda 10 metri e, quando i livelli del Nilo sono alti, è spesso allagata.
La chiesa fu costruita nel IV secolo e fu probabilmente terminata nel V secolo. Fu bruciata durante l'incendio di Fustat durante il regno di Marwan II intorno al 750. Fu poi restaurata nel corso dell'VIII secolo ed è stato ricostruita e restaurata costantemente fin dal medioevo; tuttavia, è ancora considerata un modello delle prime chiese copte. Le più preziose e antiche delle sue icone si trovano sulla parete meridionale. Una vasta sala centrale è divisa in tre navate da due file di lesene.